# Crotalaria abbreviata
Crotalaria abbreviata är en ärtväxtart som beskrevs av Baker f.. Crotalaria abbreviata ingår i släktet sunnhampor, och familjen ärtväxter. Inga underarter finns listade i Catalogue of Life.